# 绿房子
《绿房子》（西班牙語：La casa verde，1966）是秘鲁作家马里奥·巴尔加斯·略萨的第二本小说。小说的特点是吸收了20世纪欧美国作家新的叙事技巧。该书曾获罗慕洛·加列戈斯奖。小说的时间跨度超过40年（从20世纪早期到20世纪60年代）。故事发生的地点设置在秘鲁的两个地区：皮乌拉、北部海岸附近的一个尘土飞扬的小镇，和亚马逊河流域马拉尼翁河附近的丛林地区。

## 情节

### 在皮乌拉
20世纪初，一个神秘的陌生人安塞尔莫在皮乌拉郊区的沙漠上建立了一个妓院──绿房子。安东尼娅的父母被土匪杀害，眼睛和舌头被秃鹰啄出。但她活了下来，并被贫穷的村民胡安娜·巴拉养大，直到她被安塞尔莫绑架，成为他的妻子。她生下了一个女儿琼加后死去。这激怒了村里的神父加西亚，他领着乡民烧毁绿房子。安塞尔莫成为一个无家可归的酒鬼，在镇上的酒吧和妓院演奏竖琴来维持生活。琼加，他的女儿，在这样的环境中长大，并最终建立一个新的绿房子，安塞尔莫在那里奏乐。在20世纪30年代，秘鲁土著人利杜马加入军队（因路易斯·米格爾·桑切斯·塞羅政变成为秘鲁总统，受盲目爱国激情的指引下做出的决定）。利杜马在亚马逊地区服役，在那里他遇到了他未来的新娘，鲍妮法西娅。他们回到皮乌拉和生活在一起，直到利杜马参与一个致命的俄罗斯轮盘赌游戏，被判处10年的监禁。当他不在的时候，他的朋友强奸了鲍妮法西娅，她成了绿房子的妓女。在小说的末尾，利杜马回到皮乌拉，靠妻子的卖淫收入生活。

### 在丛林
20世纪20年代，伏屋从巴西的监狱逃到秘鲁，在那里他遇到了一个贫穷的水供应商阿基利诺。他们用船与橡胶、木材工人和淘金者做贸易。同时，从父亲胡姆身边被掳走的阿瓜鲁纳土著女孩（后来命名鲍妮法西娅）被救出。伏屋再次出逃，因为他偷东西，到了伊基托斯。在伊基托斯，伏屋引诱了十五岁拉利塔。他在黑市上的角色被发现后，拉利塔参与交易。但拉利塔逃脱与伏屋汇合。他们住在圣地亚哥河的一个小岛上。雷亚特吉率领一支军队，胡姆被抓住了，严刑拷打，公开剃光了他的头发。伏屋最后得了麻风病。